# Boșcana, Criuleni
Boșcana este satul de reședință al comunei cu același nume  din raionul Criuleni, Republica Moldova.

## Istorie
Satul a fost atestat pentru prima dată în 1572:
„1572 <7080> martie 12.

Cu mila lui Dumnezeu, noi Ioan voievod, fiul lui Ștefan voievod, domnul Țării Moldovei. Prin aceasta facem știre cui se cade a ști că aceste adevărate slugi ale noastre Dumitru armășel cu fratele său, Andrușco, și Ștefan Ușurelu, Maxim și Radul, slujindu-ne pe noi cu slujbă credincioasă și dreaptă, le-am dat, din mila noastră, în țara noastră a Moldovei, o bucată de loc din pustie, la gura Boșcanei, unde se varsă în Ichel, până la gura Ichelului, cu loc de moară în Ichel, unde vor putea să-și așeze sat.

...”

## Personalități
- Leonid Madan - lingvist sovietic

## Legături externe
Materiale media legate de Boșcana la Wikimedia Commons